# Guadalupe Campanur Tapia
Guadalupe Campanur Tapia, née en 1986 à Cherán, et assassinée le 16 janvier 2018, est une militante indigène mexicaine des droits environnementaux.

## Biographie
En avril 2011, Guadalupe Campanur Tapia fait partie des leaders indigènes de Cherán, qui contribuent à la sensibilisation des habitants à la protection de leurs forêts contre l'exploitation illégale. Des groupes criminels organisés opèrent dans la région et détruisent les ressources naturelles de la municipalité avec l'aide de fonctionnaires locaux corrompus. La militante contribue par son militantisme à la destitution du gouvernement local.
L’activiste est la seule femme membre de l'équipe fondatrice des gardes forestiers de Cherán, une initiative qui organisait des patrouilles communautaires pour défendre la vie dans la forêt. Elle devient devenue membre du Concejo Mayor ou "Grand Conseil" de la communauté, dont le but est de réglementer et d'aider la vie publique. Son travail en faveur des personnes âgées, des enfants et des travailleurs fait d'elle une figure importante de sa communauté.
Au milieu de la lutte pour la défense de leurs terres et de leurs ressources, la communauté de Cherán décide de revendiquer ses droits en tant que peuple indigène à l'autonomie gouvernementale en élisant des représentants directement et indépendamment des élections conventionnelles coûteuses et corrompues, et en expulsant de son territoire les politiques et les autres autorités de l'État et du crime organisé impliqués dans la corruption.
Guadalupe Campanur Tapia contribue alors à créer l'un des meilleurs exemples d'autonomie gouvernementale au Mexique. Ces changements ont également permis de réduire la violence et le nombre de meurtres dans la région.

## Assassinat
Guadalupe Campanur Tapia est assassinée à Chilchota, Michocán, le 16 janvier 2018,. Elle est retrouvée étranglée à mort par deux tueurs non identifiés. Les autorités de l'État ont ouvert un dossier d'enquête pour clarifier les faits,.
Les menaces de violence et les actes de violence contre les défenseurs des droits de l'homme et de l'environnement autochtones, en particulier les femmes, sont un problème de plus en plus répandu. Frontline Defenders indique qu'en 2017, trois cent douze défenseurs ont été assassinés dans vingt-sept pays différents. Selon les données de l'ONU Femmes et de l'Observatoire national des citoyens contre le féminicide publiées en 2018, sept femmes sont assassinées chaque jour au Mexique,.